# Falena

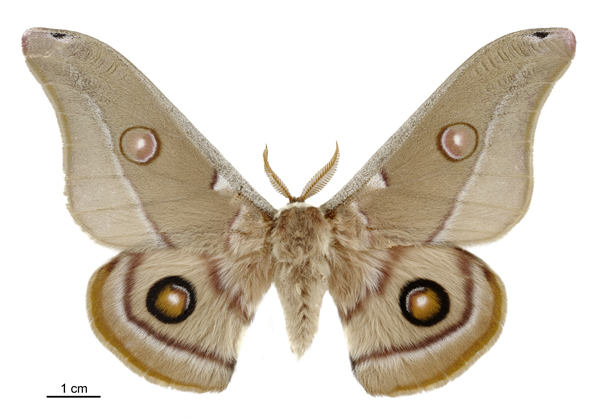
La falena Opodiphthera eucalypti, della famiglia delle Saturniidae

Le falene sono degli insetti che, come le farfalle, appartengono all'ordine dei lepidotteri.

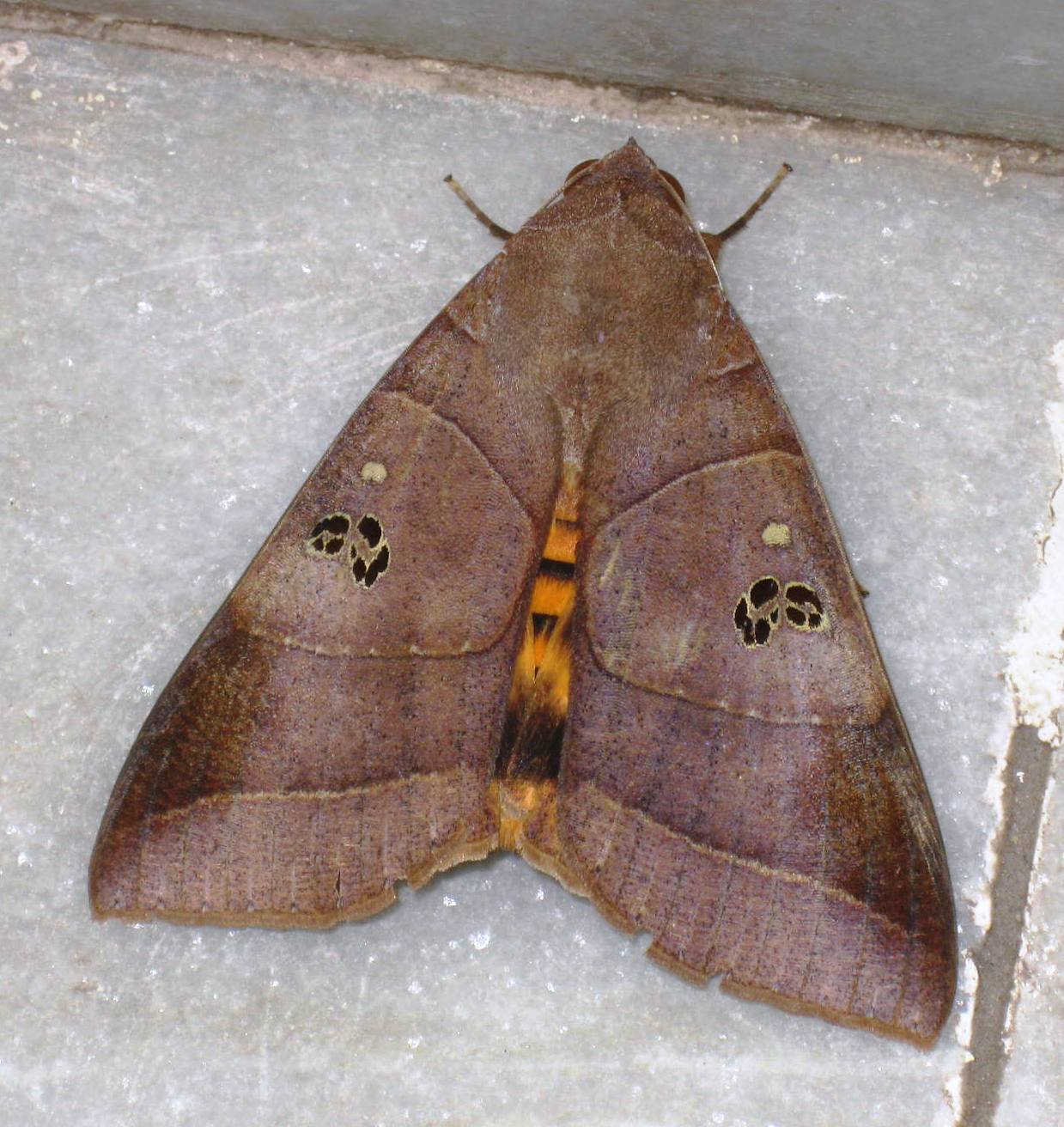
Una falena su un pavimento di marmo a Calcutta, in India

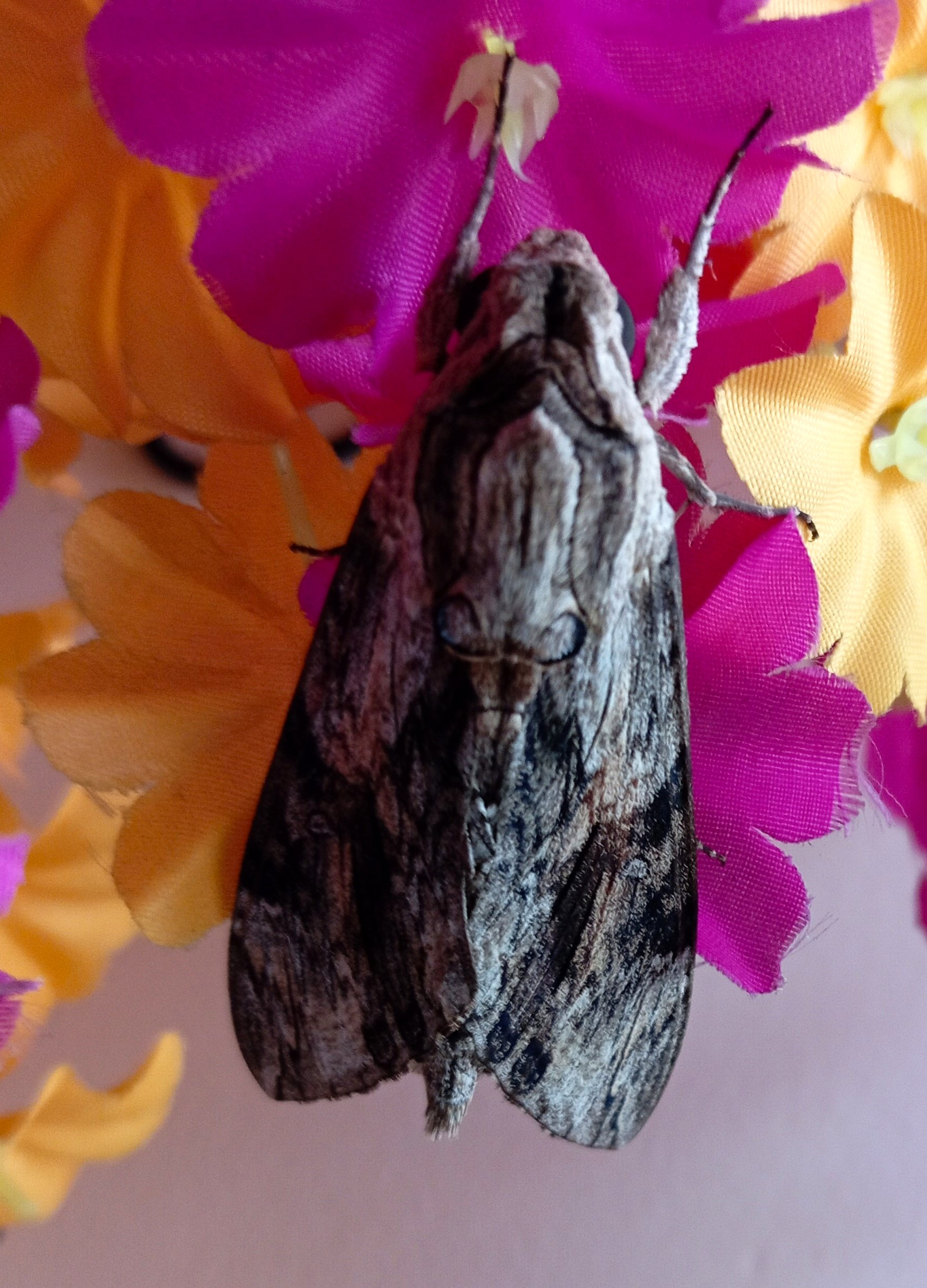
Una falena sui fiori artificiali

La distinzione di comodo del passato è tra macrolepidotteri o "Macrolepidoptera" (che comprendono le farfalle e le famiglie di falene di dimensioni maggiori) e microlepidotteri o "Microlepidoptera" (le famiglie con esemplari di dimensioni minori, a volte due mm di apertura alare, anche se alcuni sono più grandi). Gli eteroceri (uno dei due gruppi, non più tassonomicamente validi, nei quali l’antica sistematica divideva i Lepidotteri) comprende le falene, farfalle notturne con antenne non clavate, di forma diversa vengono talvolta indicati anche come macroeteroceri o "Macroheterocera" per distinguerli dai microlepidotteri. Queste distinzioni, pur non essendo più ritenute valide, vengono talvolta utilizzate dagli entomologi per ragioni pratiche, dato che corrispondono a differenze nei metodi di studio dei diversi gruppi.

## Etimologia
La parola "falena" deriva dal termine greco phálaina (φάλαινα o φάλλαινα).

## Caratteristiche
Tali creature sono animali notturni, attive perciò soprattutto durante le ore successive al tramonto. Nonostante questa caratteristica esse sono attratte dalle fonti luminose per un fenomeno chiamato dagli esperti "fototassi", riscontrabile anche in altre specie animali, il quale provoca attrazione (come nel caso delle falene) o repellenza dalla luce.
Tale fenomeno è ancora materia di dibattito nell'ambiente dei ricercatori; si pensa che possa essere dovuto all'abitudine di insetti simili a orientarsi in base alla posizione degli astri visibili nel cielo notturno, cosa che provoca confusione e disorientamento quando essi si imbattono nelle luci artificiali.
Questi insetti contano numerosissime specie all'interno dell'ordine dei Lepidoptera, molto maggiori rispetto alle simili farfalle.

## Nutrimento

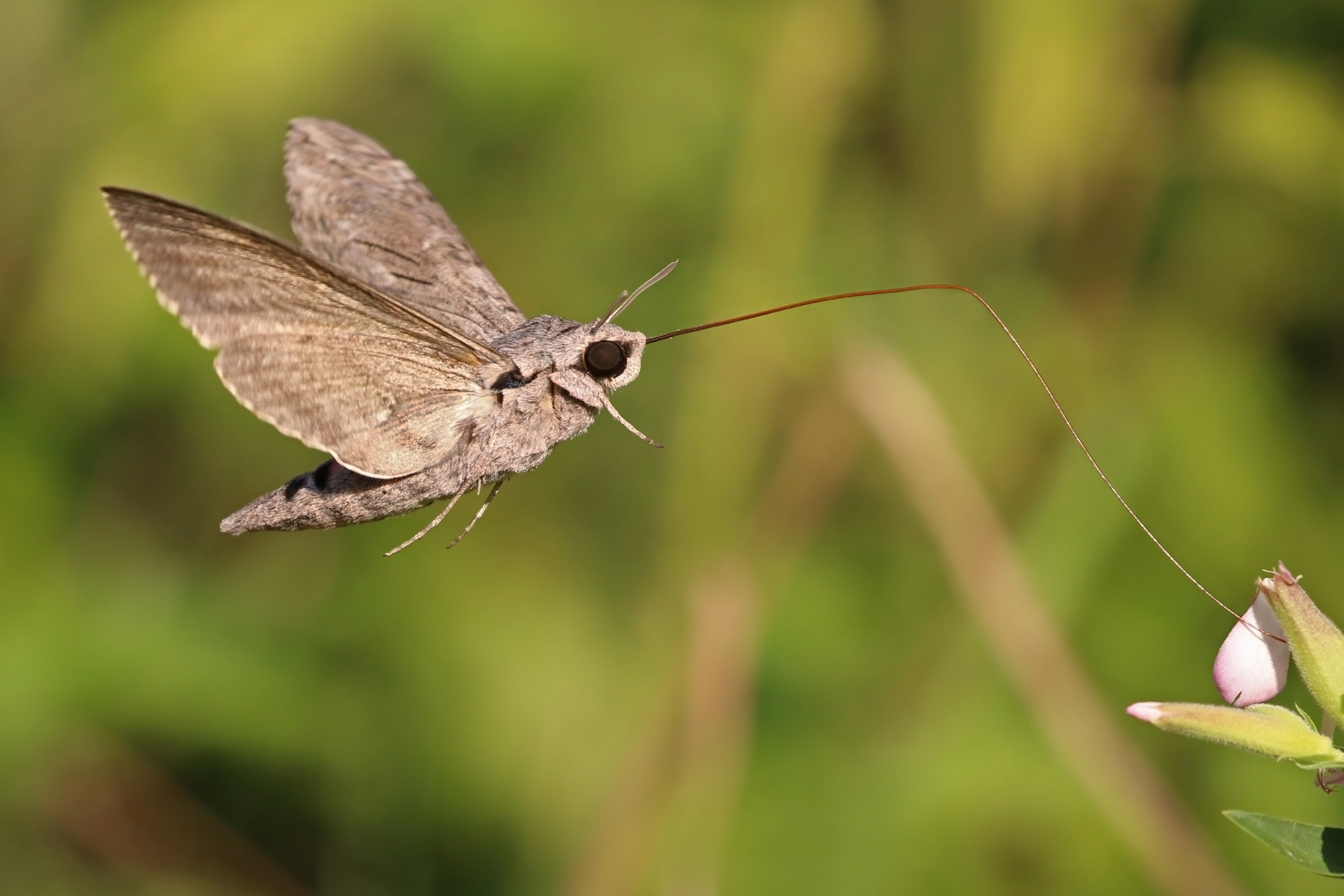
Sfinge del convolvolo che si nutre suggendo nettare con la spirotromba